# Romina Maggi
Romina Natalia Maggi (Rosario, 27 maart 1976) is een Argentijnse atlete, die is gespecialiseerd in het speerwerpen. Ze werd meervoudig Argentijns kampioene in deze discipline. Eenmaal nam ze deel aan de Olympische Spelen, maar bleef medailleloos.

## Loopbaan
Reeds op twintigjarige leeftijd werd Maggi in 1996 een eerste maal Argentijns kampioene. In 2006 werd ze een tiende keer kampioene van haar land.
Op de Olympische Spelen van 2004 in Athene geraakte Romina Maggi met een beste worp van 48,58 m niet door de kwalificaties van het speerwerpen. Ze eindigde als 43e.

## Titels
- Argentijns kampioene speerwerpen - 1996, 1997, 1999, 2000, 2001, 2002, 2003, 2004, 2005, 2006

## Persoonlijk record
| Onderdeel   | Prestatie | Datum         | Plaats  |
| ----------- | --------- | ------------- | ------- |
| speerwerpen | 56,18 m   | 14 april 2004 | Rosario |

## Prestaties
| Jaar | Wedstrijd              | Plaats       | Resultaat | Onderdeel   | Tijd    |
| ---- | ---------------------- | ------------ | --------- | ----------- | ------- |
| 2001 | Zuid-Amerikaanse kamp. | Manaus       | 3e        | speerwerpen | 48,90 m |
| 2003 | Zuid-Amerikaanse kamp. | Barquisimeto | 3e        | speerwerpen | 52,36 m |
| 2005 | Zuid-Amerikaanse kamp. | Cali         | 3e        | speerwerpen | 48,76 m |